# Константинув (Равський повіт)
Константинув (пол. Konstantynów) — село в Польщі, у гміні Біла-Равська Равського повіту Лодзинського воєводства.
Населення — 101 особа (2011).
У 1975-1998 роках село належало до Скерневицького воєводства.

## Демографія
Демографічна структура станом на 31 березня 2011 року:
|          | Загалом | Допрацездатний вік | Працездатний вік | Постпрацездатний вік |
| -------- | ------- | ------------------ | ---------------- | -------------------- |
| Чоловіки | 50      | 14                 | 28               | 8                    |
| Жінки    | 51      | 11                 | 26               | 14                   |
| Разом    | 101     | 25                 | 54               | 22                   |